# Maik Franz
Pour les articles homonymes, voir Franz.
Maik Franz  né le 5 août 1981 à Mersebourg, est un footballeur allemand évoluant au poste de défenseur.

## Palmarès
- Karlsruher SC
  - Vainqueur de la 2. Bundesliga en 2007.

- Hertha BSC
  - Vainqueur de la 2. Bundesliga en 2013.